# Bruce Perens
Bruce Perens, ameriški računalnikar in programer, * 1958. 
Kot vodja projekta Debian GNU/Linux je leta 1996 nasledil ustanovitelja Iana Murdocka.
| Predhodnik: Ian Murdock | Vodja projekta Debian April 1996–December 1997 | Naslednik: Ian Jackson |

1. ↑  TECHNOLOGY; Champion of Open-Source Is Out at Hewlett-Packard